# Bolszewka
Bolszewka (Luzińska struga) – rzeka Pobrzeża Bałtyckiego, dopływ Kanału Reda o długości 31,4 km.
Przepływa przez Smażyno, Luzino, Gościcino i Bolszewo. Uchodzi do Kanału Redy w Bolszewie.